# 传习队
传习队是一支在日本幕末时期德川幕府 军的精锐部队。 该部队由幕府旗本，步兵并头大鸟圭介 在1867–68 法国驻日军事顾问团的辅助下建立，主要在14~19岁旗本子弟中招募士兵，一说又有在町民中招募。并由法国军事顾问团副长朱尔斯·布奈特依据1863年法国步兵操典指导训练和作战。

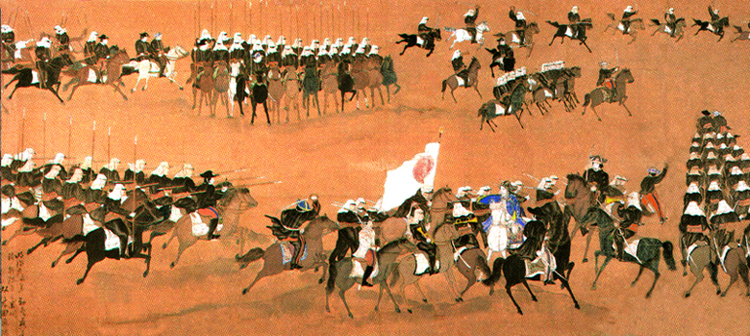
法式幕府军传习队。

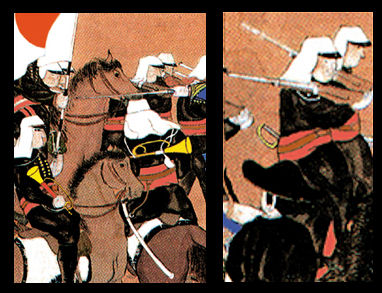
传习队骑兵与步兵(细节).

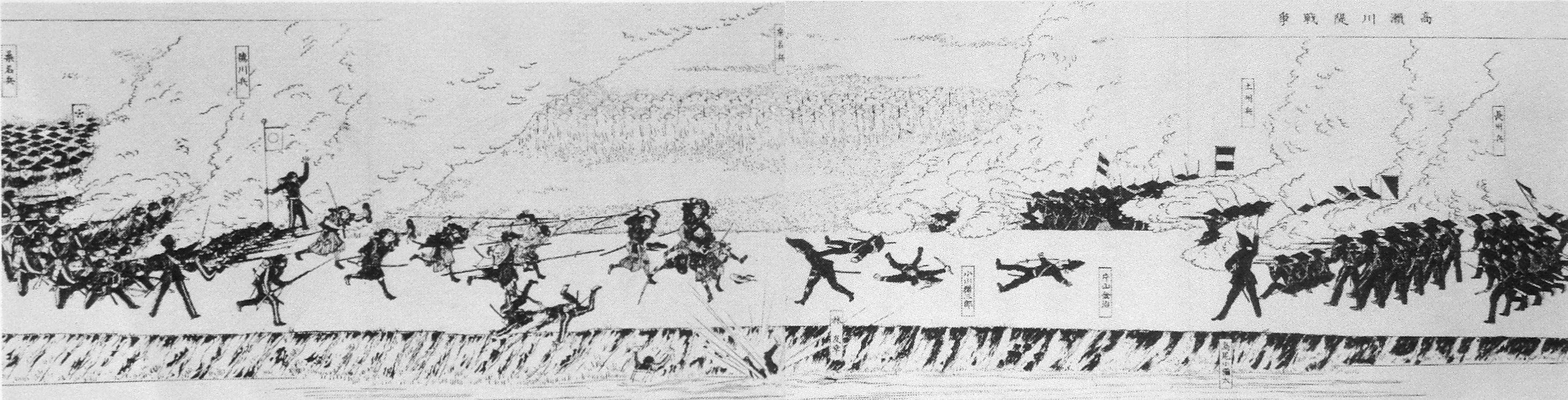
伏见之战，左前德川军射击部队即传习队

部队由步兵和骑兵构成。总队长为大鸟圭介。步兵满编为幕府编制三个大队1400人，各大队400~450人。一大队大队长小笠原石见守；二大队大队长本多幸七郎；三大队大队长平冈芋作。骑兵组成与数量暂未知。
部队初配备米涅式恩菲尔德1853线膛步枪，使其在装备上优于普遍使用格威尔（Gewehr）滑膛枪的幕府军他部；在庆应二年（公元1866年）又装备有更先进的夏斯波特后装线膛步枪，还有一部分装备了七连射斯宾塞来复枪。
从鸟羽伏见之战开始，传习队参与了戊辰战争的多数战役。江户无血开城后第三大队降服，编入归正队。而大鸟圭介则率领以第一第二大队为主的幕府军余部3000人出脱，继续参与了会津之战等东北战争战役，最后前往北海道加入榎本武扬的虾夷共和国继续抵抗明治政府军。五棱郭开城降伏后传习队解散。

## 关联项目
- 戊辰战争
- 幕末

## 注
1. ↑  .   [2012-04-19]. （原始内容存档于2016-09-11）.